# Nemesiidae
Nemesiidae (лат.) — семейство пауков, входящее в инфраотряд Mygalomorphae. Ранее считались частью семейства Dipluridae.

## Описание
Относительно большие пауки коричневого цвета. Самки Atmetochilus могут достигать длины 4 см. Живут в норах (вероятно, за исключением рода Sinopesa), стенки которых покрыты паутиной. У большинства видов вход в нору закрывается дверцей. Дверцу открывают для ловли пробегающей мимо добычи. После поимки добычи стараются не покидать нору. Иногда норы имеют боковые ответвления или дополнительную дверь внутри. Некоторые виды затыкают вход веретеновидной пробкой из глины.

## Таксономия
Семейство Nemesiidae включает 45 родов:
- Acanthogonatus Karsch, 1880 — Южная Америка
- Aname L. Koch, 1873 — Австралия
- Atmetochilus Simon, 1887 — Бирма
- Bayana Pérez-Miles, Costa & Montes de Oca, 2014 — Бразилия, Уругвай
- Brachythele Ausserer, 1871 — США, Европа
- Calisoga Chamberlin, 1937 — США
- Chaco Tullgren, 1905 — Южная Америка
- Chenistonia Hogg, 1901 — Австралия
- Chilelopsis Goloboff, 1995 — Чили
- Damarchilus Siliwal, Molur & Raven, 2015 - Индия
- Damarchus Thorell, 1891 — Индия, Юго-Восточная Азия
- Diplothelopsis Tullgren, 1905 — Аргентина
- Entypesa Simon, 1902 — Мадагаскар, Южная Африка
- Flamencopsis Goloboff, 1995 — Южная Америка, Южная Африка
- Hermacha Simon, 1889 — Бразилия
- Hermachura Mello-Leitao, 1923 — Бразилия
- Iberesia Decae & Cardoso, 2006 — Мальорка, Испания, Португалия
- Ixamatus Simon, 1887 — Австралия
- Kiama Main & Mascord, 1969 — Новый Южный Уэльс
- Kwonkan Main, 1983 — Австралия
- Lepthercus Purcell, 1902 — Южная Африка
- Longistylus Indicatti & Lucas, 2005 — Бразилия
- Lycinus Thorell, 1894 — Чили, Аргентина
- Merredinia Main, 1983 — Австралия
- Mexentypesa Raven, 1987 — Мексика
- Namea Raven, 1984 — Австралия
- Nemesia Audouin, 1826 — Европа, Африка, Куба, Китай
- Neostothis Vellard, 1925 — Бразилия
- Pionothele Purcell, 1902 — Южная Африка
- Prorachias Mello-Leitao, 1924 — Бразилия
- Psalistopoides Mello-Leitao, 1934 — Бразилия
- Pselligmus Simon, 1892 — Бразилия
- Pseudoteyl Main, 1985 — Австралия
- Pycnothele Chamberlin, 1917 — Южная Америка
- Rachias Simon, 1892 — Бразилия, Аргентина
- Raveniola Zonstein, 1987 — от Турции до Китая, Россия
- Sinopesa Raven & Schwendinger, 1995 — Китай, Острова Рюкю
- Spiroctenus Simon, 1889 — Южная Африка
- Stanwellia Rainbow & Pulleine, 1918 — Новая Зеландия, Австралия
- Stenoterommata Holmberg, 1881 — Южная Америка
- Swolnpes Main & Framenau, 2009 — Западная Австралия
- Teyl Main, 1975 — Австралия
- Teyloides Main, 1985 — Австралия
- Xamiatus Raven, 1981 — Австралия
- Yilgarnia Main, 1986 — Австралия

- Acanthogonatus francki
- Самка Raveniola chayi